# Форнаріна
Форнаріна (італ. La Fornarina, «Булочниця») (кін. XV — перша пол. XVI ст.) — напівлегендарна кохана і натурниця Рафаеля. Вважається, що її справжнє ім'я — Маргеріта Луті (італ. Margherita Luti), а своїм прізвиськом Форнаріна була зобов'язана професії свого батька-булочника (італ. fornarino).
Більшість елементів класичного міфа про Форнаріну склалися в XVIII—XIX ст. Достовірні свідчення її існування все ще є предметом досліджень.

## Біографія і роботи Рафаеля
На думку більшості мистецтвознавців, Форнаріна зображена на двох відомих Рафаеля — «Форнаріна» (1518—1519) і «Донна Велата» (1514—1515). Вказується, що вона найімовірніше слугувала прототипом «Сикстинської Мадонни», а також деяких інших жіночих образів Рафаеля римського періоду (називають, наприклад, «Мадонну делла Седія» і «Фригійську сивілу», а також фігуру в  Станце д'Еліодоро та  Психею на  фресці вілли Фарнезіна).
Основна версія історії її життя свідчить, що Форнаріна була дочкою пекаря Франческо Люті з  Сієни, який жив в Римі на Віа дель Говьєрно Веккіо в районі Трастевере (де досі показують її будинок з «віконцем Форнарини», Via Santa Dorotea 20). Як говорять напівлегендарні розповіді, дівчина була римським коханням художника, він зустрів її випадково, закохався, викупив її у батька за 3 000 золотих і зняв їй віллу (як стверджують, в Via di Porta Settimiana).

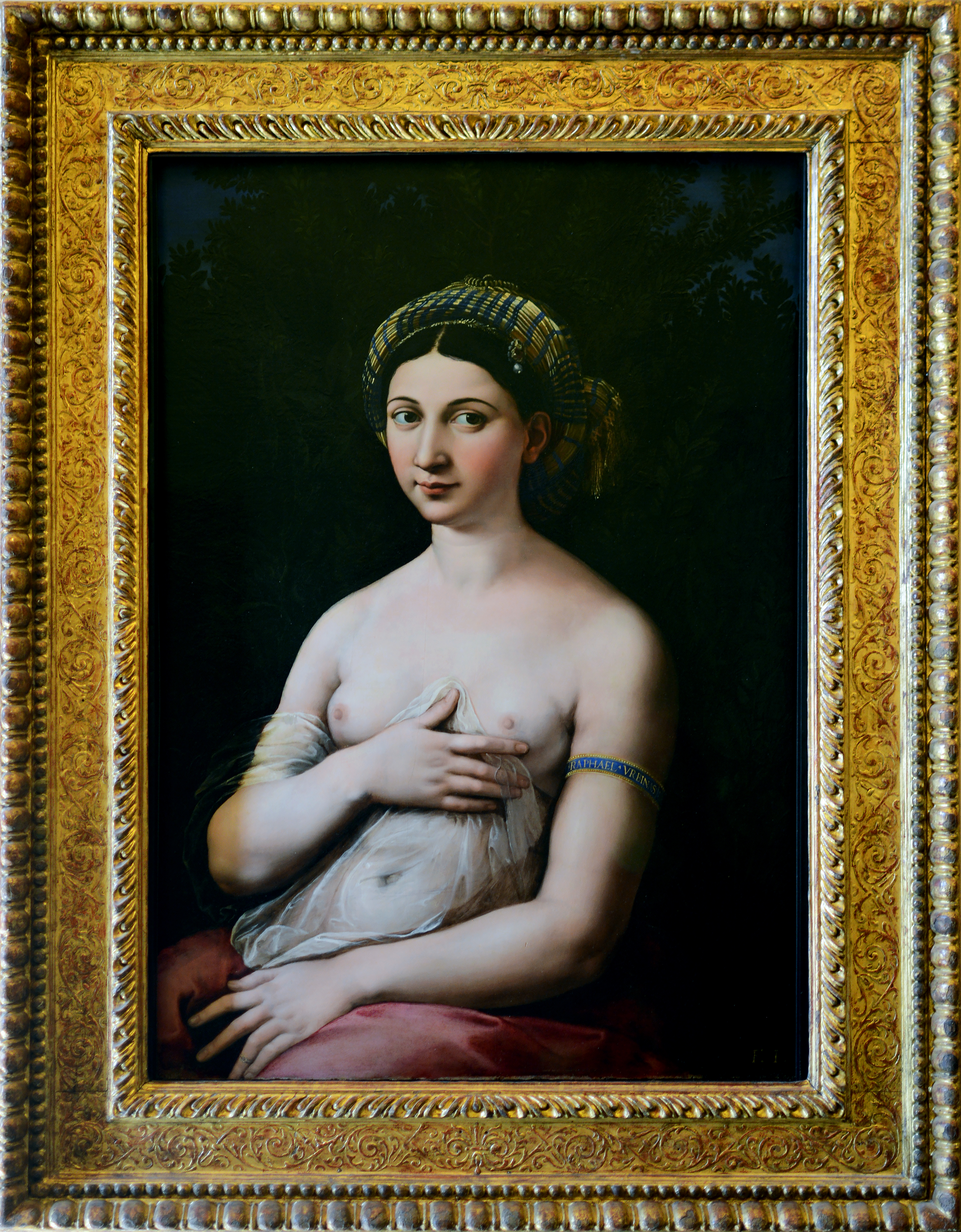
Рафаель, «Портрет молодої жінки, або Форнаріна», 1518—1519, Палаццо Барберіні, Рим

Форнаріна залишалася його коханою і натурницею протягом 12 років, до самої смерті художника. Вірністю Рафаелю, як стверджують, вона не відрізнялася. Зокрема, зазначається, що вона стала коханкою Агостіно Кіджі, для якого Рафаель розписав  віллу Фарнезіна, а також звертала увагу на учнів художника. Джерела вказують, що коли  папський посланник прибув до ложа вмираючого Рафаеля, цей священик зажадав, щоб ридаючу дівчину видалили з приміщення, так як передавати папське напуття в її присутності він вважає негідним.
Отримавши за  заповітом після ранньої смерті 37-річного Рафаеля (говорили, що йому стало погано в її ліжку) достатні статки, тим не менш, продовжувала вести розпусне життя і була, як стверджують, однією з найзнаменитіших римських  куртизанок.
Другий варіант легенди про Рафаеля і Форнаріну свідчить, що вона була його єдиним істинним чистим коханням, їх взаємне почуття не мало собі рівних, і все вищесказане — неправда.
Павло Муратов зазначає, що після смерті Рафаеля вона була насильно  пострижена в монастир, де незабаром і померла, хоча вона могла піти і сама. Справжнє ім'я Форнаріни було встановлено дослідником Антоніо Валері, який виявив його в  рукописі з флорентійської бібліотеки і в списку монахинь одного монастиря, де вона позначила себе як  вдову Рафаеля.

## У творах інших майстрів
Ім'ям Форнаріни також традиційно позначають два портрети, написаних учнями Рафаеля — Себастьяно дель Пьомбо та Джуліо Романо. Протягом декількох століть вони приписувалися самому майстрові, і лише пізніше їх справжнє авторство було встановлене. На портреті роботи Романо оголене тіло натурниці було «одягнене» в блакитну сукню пізнішого запису, і лише за допомогою розчищення XX століття його повернули в первісний стан.
Копіями рафаелівської «Форнаріни» є т. зв. «Форнаріна Боргезе» (La Fornarina Borghese), написана в 1530 році  Рафаелліно дель Коллє і «Портрет жінки, званий ла Форнаріна, або Вікторія Колона» (Portrait of a Woman, Called La Fornarina or Vittoria Colonna), створений в сер. XVI ст. художником римської школи. «Форнаріна Боргезе» повторює справжню рафаелівську, але без пейзажного фону.
| - Рафаель, «Сикстинська Мадонна», 1512—1513 рр., Галерея старих майстрів, Дрезден - Рафаель, «Мадонна делла Седіа, чи Мадонна в кріслі», 1514 р., Палаццо Пітті, Флоренція | - Себастьяно дель Пьомбо, «Форнаріна», 1512 р., Уффіці, Флоренція - Джуліо Романо, «Дама за туалетом, чи Форнаріна», ДМОМ (передана з Ермітажу) - Енгр, «Рафаель і Форнаріна» |  |

Сюжет зображення закоханої пари «художник-натурниця» став користуватися увагою живописців XIX століття епохи романтизму й історизму. Образ Форнаріни з однойменного портрета Рафаеля використовував художник XIX ст. Енгр у своїх картинах «Велика одаліска» і «Рафаель і Форнаріна» (5 робіт), а також Франсуа Едуар Піко у своєму «Рафаелі і Форнаріні». Зображення закоханої пари можна знайти і в ювелірних прикрасах, наприклад, 1880-х років. Серію малюнків на цю тему виконав Пікассо у 1968 році. Їх сюжетом є зображення парочки, що грається, за якої підглядають Папа Римський, Мікеланджело тощо, які визирають з-під ліжка або із завіси. 
В опері  А. С. Аренського «Рафаель» Форнаріна — головна жіноча дійова особа. У 1944 році в Італії був знятий фільм «Форнаріна». Маргеріта Луті — одна з трьох персонажів французького еротичного фільму 1979 року «Три аморальні жінки» (Les Héroïnes du mal) режисера Валеріана Боровчика.
Діана Хегер в романі «Рубін Рафаеля» для побудови конспірологічної теорії використовує той факт, що рентген дозволив виявити на руці моделі в картині «Форнаріна» рубінове кільце, можливо обручку, пізніше записане.
Латвійській письменник Зігмундс Скуіньш у 1964 році написав роман «Форнаріна».